# Géographie de Lot-et-Garonne

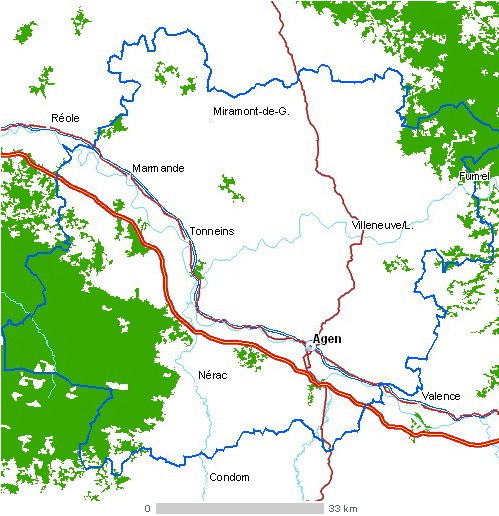
Carte de Lot-et-Garonne

Héritier de l’Agenais, du Condomois, du Bazadais et du Périgord historique, le département de Lot-et-Garonne est au cœur du Bassin aquitain ; c'est aujourd’hui une zone de contact entre le Périgord au nord, l’Armagnac au sud, le Quercy à l'est et la Guyenne à l'ouest.
Il forme une haute plaine sillonnée par les rivières nées dans le Massif central ou dans les Pyrénées. Il compte les vallées de la Lède et du Lot, de la Baïse, de l’Avance et du Drot, de la Gélise, de l’Osse et de la Garonne. Entre ces vallées s’étire un paysage de collines. Le point culminant du département se situe sur la commune de Sauveterre-la-Lémance et s’élève à 284 m aux confins de la Dordogne. La partie occidentale du département est incluse dans les Landes de Gascogne.
Toutes les rivières du département sont tributaires des bassins de la Garonne (qui traverse le département sur 123 km) et du Lot (sur 80 km). Le climat est aquitain, tempéré par les influences océaniques avec des hivers frais, un été précoce et chaud (6,25 °C en hiver et 22 °C en été). La moyenne pluviométrique avoisine 800 mm par an.

Paysages du Lot-et-Garonne :
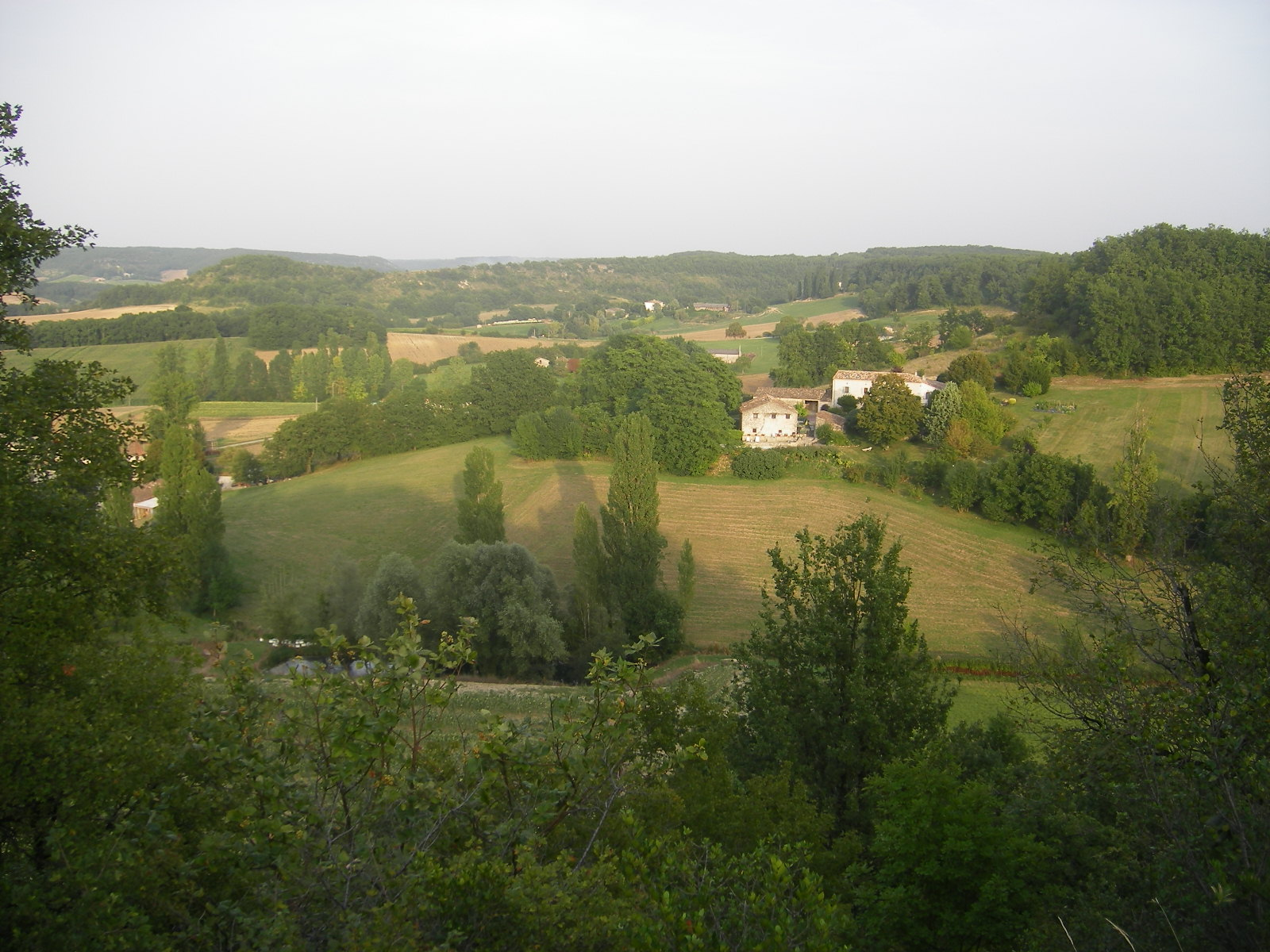
Tournon-d'Agenais à l'est.
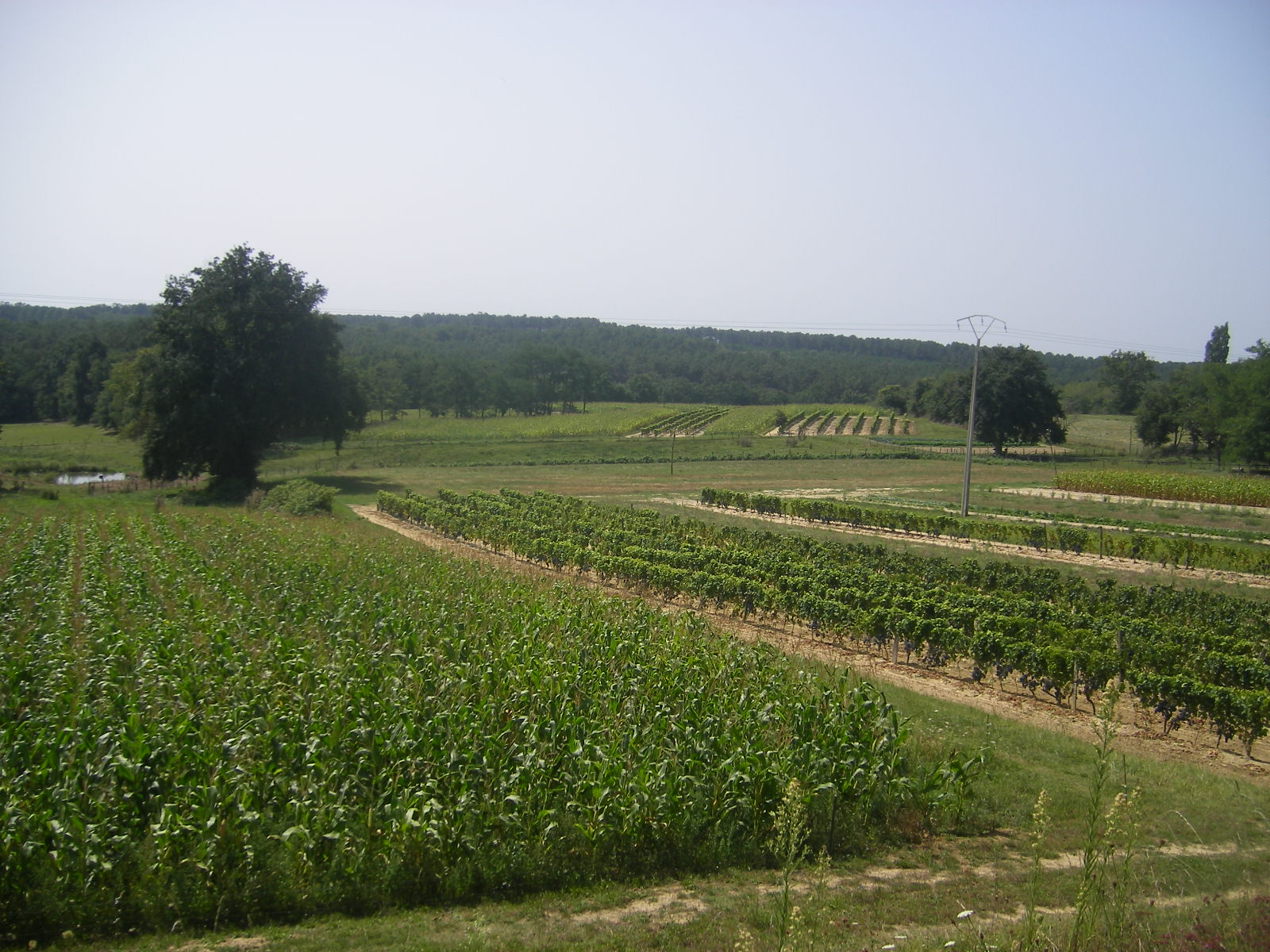
Entre Grignols et Casteljaloux, dans l'ouest.
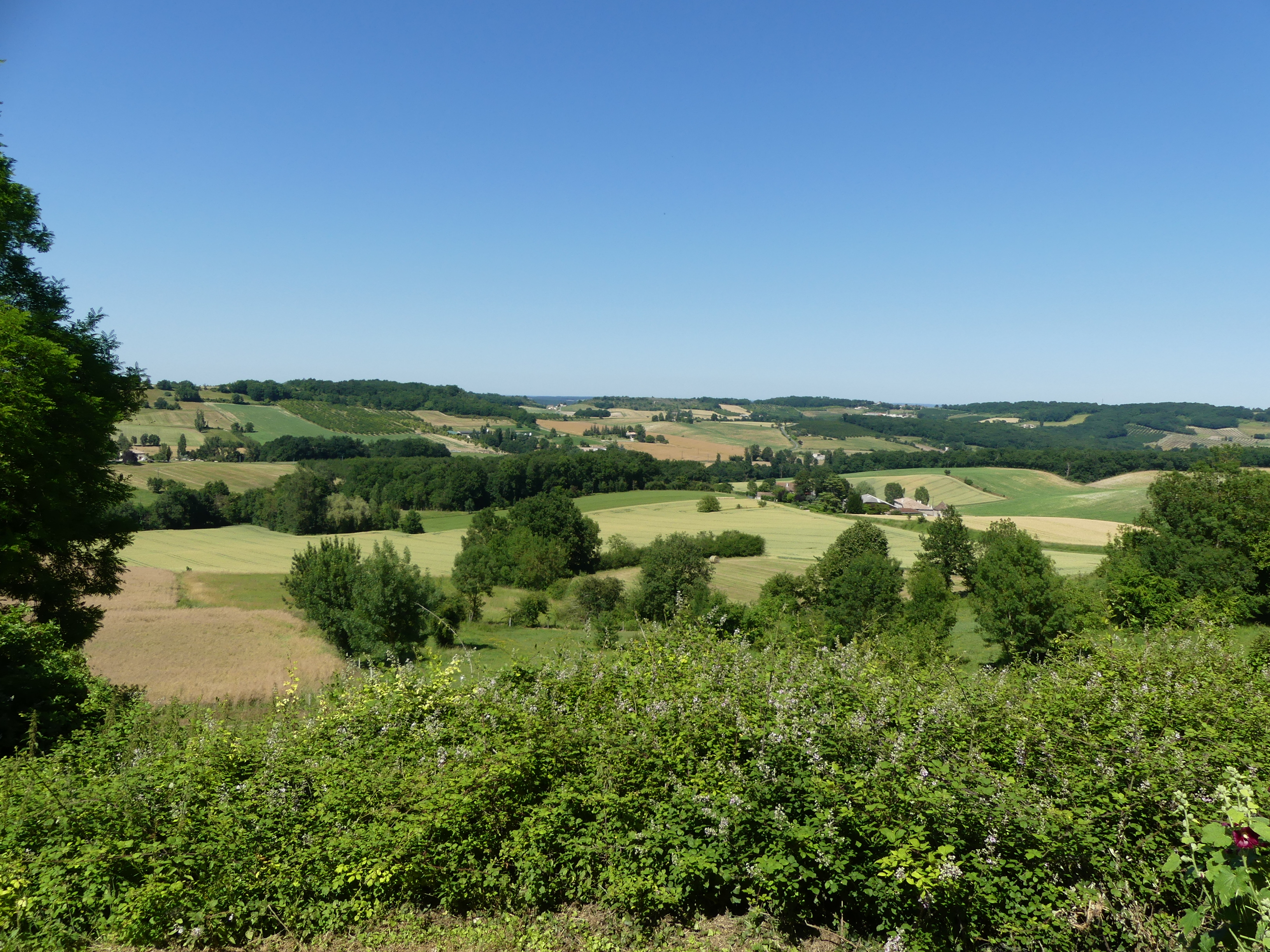
Castelnaud-de-Gratecambe dans le nord-est.